# Ambassade de Tchéquie en France
L'ambassade de Tchéquie en France est la représentation diplomatique de la République tchèque auprès de la République française. Elle est située 15 avenue Charles-Floquet, dans le 7e arrondissement de Paris. Son ambassadeur est, depuis 2024, Jaroslav Kurfürst.

## Histoire
L'hôtel particulier de style néo-classique accueillant l'ambassade a été construit en 1912 par Pierre Humbert pour Élisabeth de La Rochefoucauld (1865-1946), épouse divorcée (1909) du prince Louis de Ligne (1854-1918).
Il a d'abord abrité la légation puis l'ambassade de Tchécoslovaquie, comme locataire à partir de 1919, puis comme propriétaire à partir de 1924 ; après l'avoir acheté, l'ambassade y a mené des travaux conduits par les architectes Charles Duval et Emmanuel Gonse.
Après la partition de la Tchécoslovaquie en 1993, l'ambassade de Tchéquie est restée dans ces locaux, tandis que l'ambassade de Slovaquie s'est installée au 125 rue du Ranelagh dans le 16e arrondissement.
L'ambassade a été rénovée pendant deux ans, entre 2002 et 2004.

## Ambassadeurs de Tchécoslovaquie en France

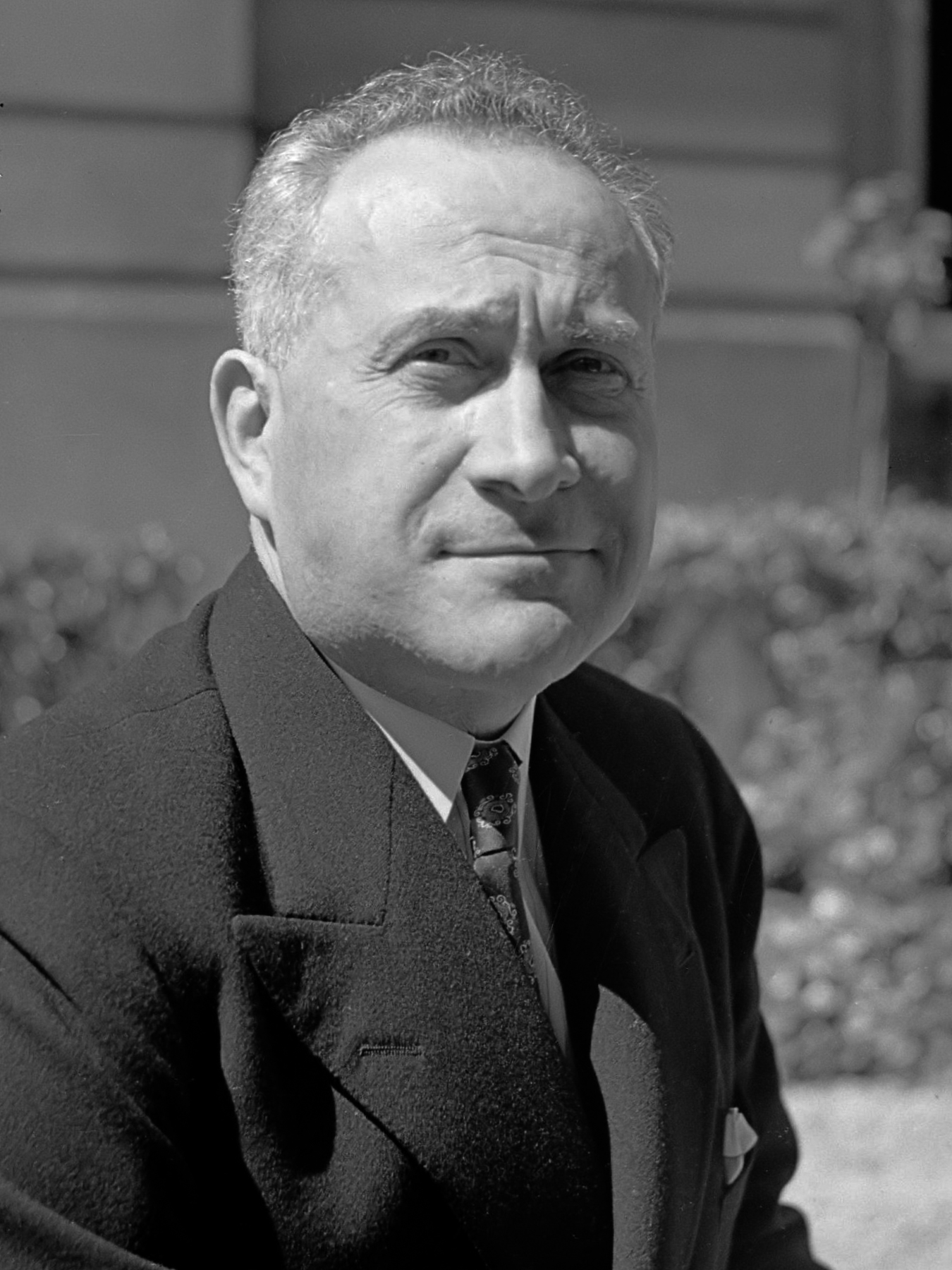
Štefan Osuský, ministre tchécoslovaque en France de 1921 à 1940.

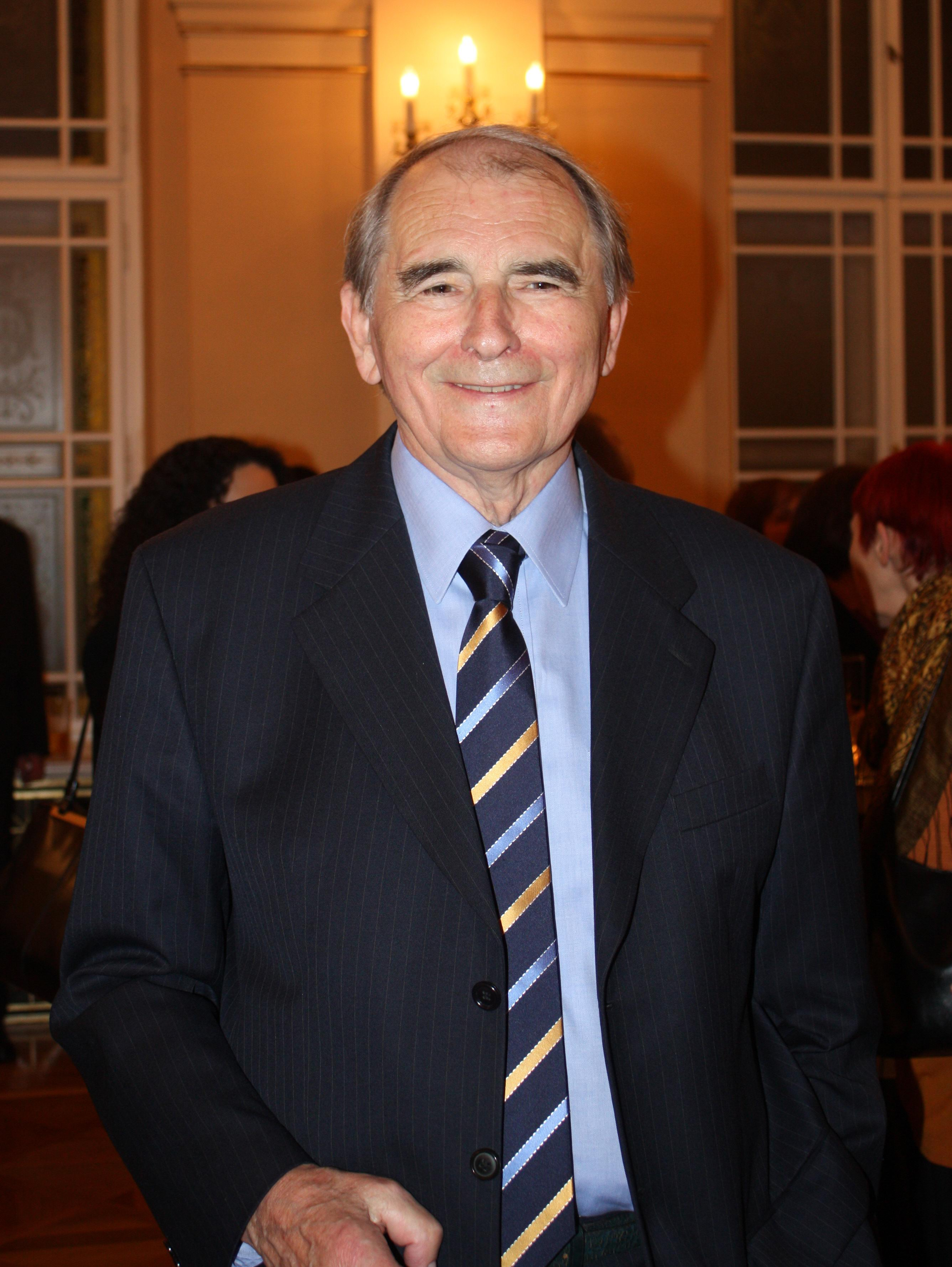
Jaroslav Šedivý, ambassadeur tchécoslovaque en France de 1990 à 1993, puis ambassadeur tchèque de 1993 à 1995.

Entre sa création en 1918 et sa partition en 1993, la Tchécoslovaquie a été représentée en France par :
| Date de nomination                                                  | Date de nomination               | Date de remise des lettres de créance | Date de remise des lettres de créance | Diplomate                        |
| En qualité de chargés d'affaires                                    | En qualité de chargés d'affaires | En qualité de chargés d'affaires      | En qualité de chargés d'affaires      | En qualité de chargés d'affaires |
| ------------------------------------------------------------------- | -------------------------------- | ------------------------------------- | ------------------------------------- | -------------------------------- |
| ?                                                                   |                                  | 1918                                  |                                       | Lev Sychrava (cs)                |
| ?                                                                   |                                  | 1919                                  |                                       | Miloš Kobr                       |
| ?                                                                   |                                  | 1920                                  |                                       | Vratislav Trčka                  |
| En qualité d'envoyés extraordinaires et ministres plénipotentiaires |                                  |                                       |                                       |                                  |
| ?                                                                   |                                  | 6 janvier 1921                        | [ JO 1 ]                              | Štefan Osuský                    |
| En qualité d'ambassadeurs extraordinaires et plénipotentiaires      |                                  |                                       |                                       |                                  |
| ?                                                                   |                                  | 1943                                  |                                       | František Černý (de)             |
| En qualité d'envoyés extraordinaires et ministres plénipotentiaires |                                  |                                       |                                       |                                  |
| ?                                                                   |                                  | 18 novembre 1944                      | [ JO 2 ]                              | Jindřich Nosek                   |
| En qualité d'ambassadeurs extraordinaires et plénipotentiaires      |                                  |                                       |                                       |                                  |
| ?                                                                   |                                  | 9 mai 1946                            | [ JO 3 ]                              | Jindřich Nosek                   |
| ?                                                                   |                                  | 18 août 1948                          | [ JO 4 ]                              | Adolf Hoffmeister                |
| ?                                                                   |                                  | 16 octobre 1951                       | [ JO 5 ]                              | Gustav Souček (cs)               |
| ?                                                                   |                                  | 24 avril 1956                         | [ JO 6 ]                              | Josef Urban                      |
| ?                                                                   |                                  | 7 mai 1960                            | [ JO 7 ]                              | Václav Pleskot (cs)              |
| ?                                                                   |                                  | 9 juillet 1966                        | [ JO 8 ]                              | Vilém Pithart                    |
| ?                                                                   |                                  | 23 avril 1970                         | [ JO 9 ]                              | František Zachystal              |
| ?                                                                   |                                  | 29 juillet 1972                       | [ JO 10 ]                             | Juraj Sedlák                     |
| ?                                                                   |                                  | 10 décembre 1976                      | [ JO 11 ]                             | Ján Pudlák                       |
| ?                                                                   |                                  | 14 octobre 1982                       | [ JO 12 ]                             | Mečislav Jablonský               |
| ?                                                                   |                                  | 6 avril 1989                          | [ JO 13 ]                             | Peter Colotka (cs)               |
| ?                                                                   |                                  | 29 juin 1990                          | [ JO 14 ]                             | Jaroslav Šedivý                  |

## Ambassadeurs de Tchéquie en France

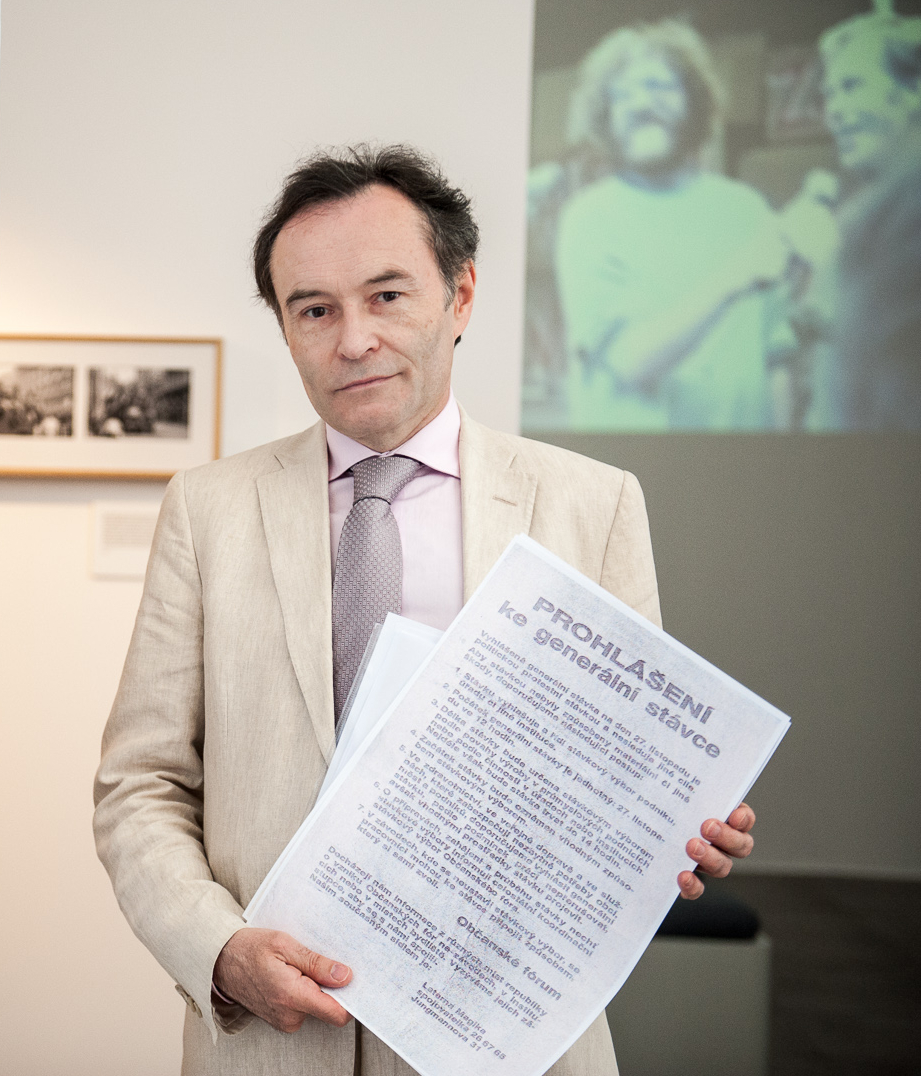
, ambassadeur tchèque en France de 1999 à 2003.

Après la dissolution de l'État tchécoslovaque en 1993, la Tchéquie a été représentée en France par :
| Date de nomination | Date de nomination | Date de remise des lettres de créance | Date de remise des lettres de créance | Ambassadeur             |
| ------------------ | ------------------ | ------------------------------------- | ------------------------------------- | ----------------------- |
| 1993               |                    |                                       |                                       | Jaroslav Šedivý         |
| ?                  |                    | 7 juin 1995                           | [ JO 15 ]                             | Petr Lom (cs)           |
| ?                  |                    | 2 novembre 1999                       | [ JO 16 ]                             | Petr Janyška (en)       |
| ?                  |                    | 4 novembre 2003                       | [ JO 17 ]                             | Pavel Fischer (cs)      |
| ?                  |                    | 3 décembre 2010                       | [ JO 18 ]                             | Marie Chatardová        |
| ?                  |                    | 23 février 2017                       | [ JO 19 ]                             | Petr Drulák (cs)        |
| juillet 2019       | [ 4 ]              | 5 octobre 2020                        | [ JO 20 ]                             | Michel Fleischmann (cs) |
| ?                  |                    | 13 décembre 2024                      | [ JO 21 ]                             | Jaroslav Kurfürst       |

## Consulats

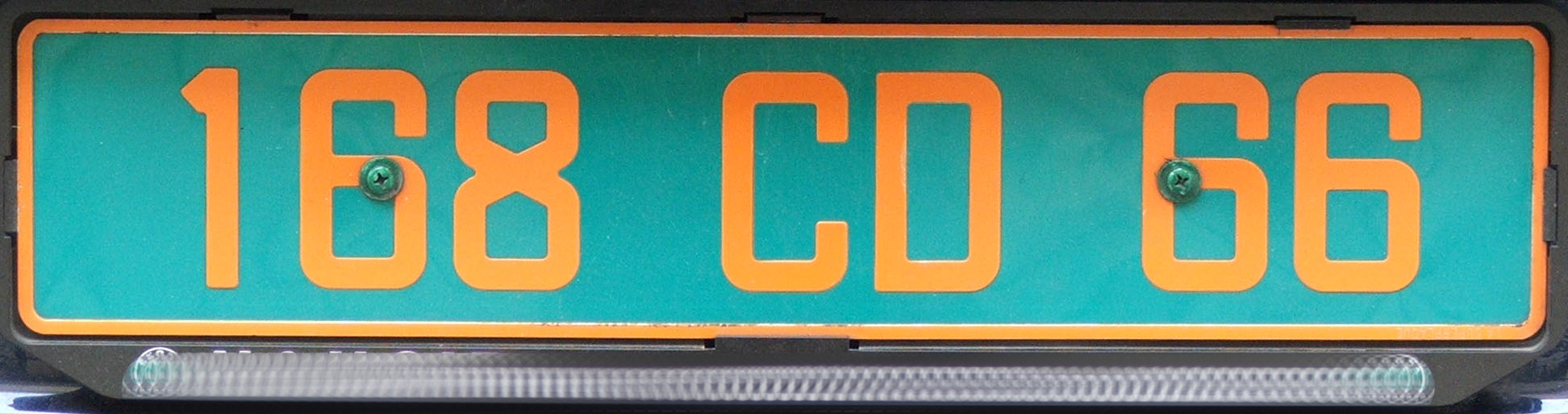
Plaque diplomatique d'un membre du corps diplomatique tchèque en France.

Le service consulaire de l'ambassade est situé au 18 rue Bonaparte, dans le 6e arrondissement, de même que le centre culturel.

## OCDE
La délégation de la République tchèque auprès de l'OCDE est installée 40 rue de Boulainvilliers, dans le 16e arrondissement.